# Remeți pe Someș, Maramureș
Remeți pe Someș este un sat în comuna Mireșu Mare din județul Maramureș, Transilvania, România.

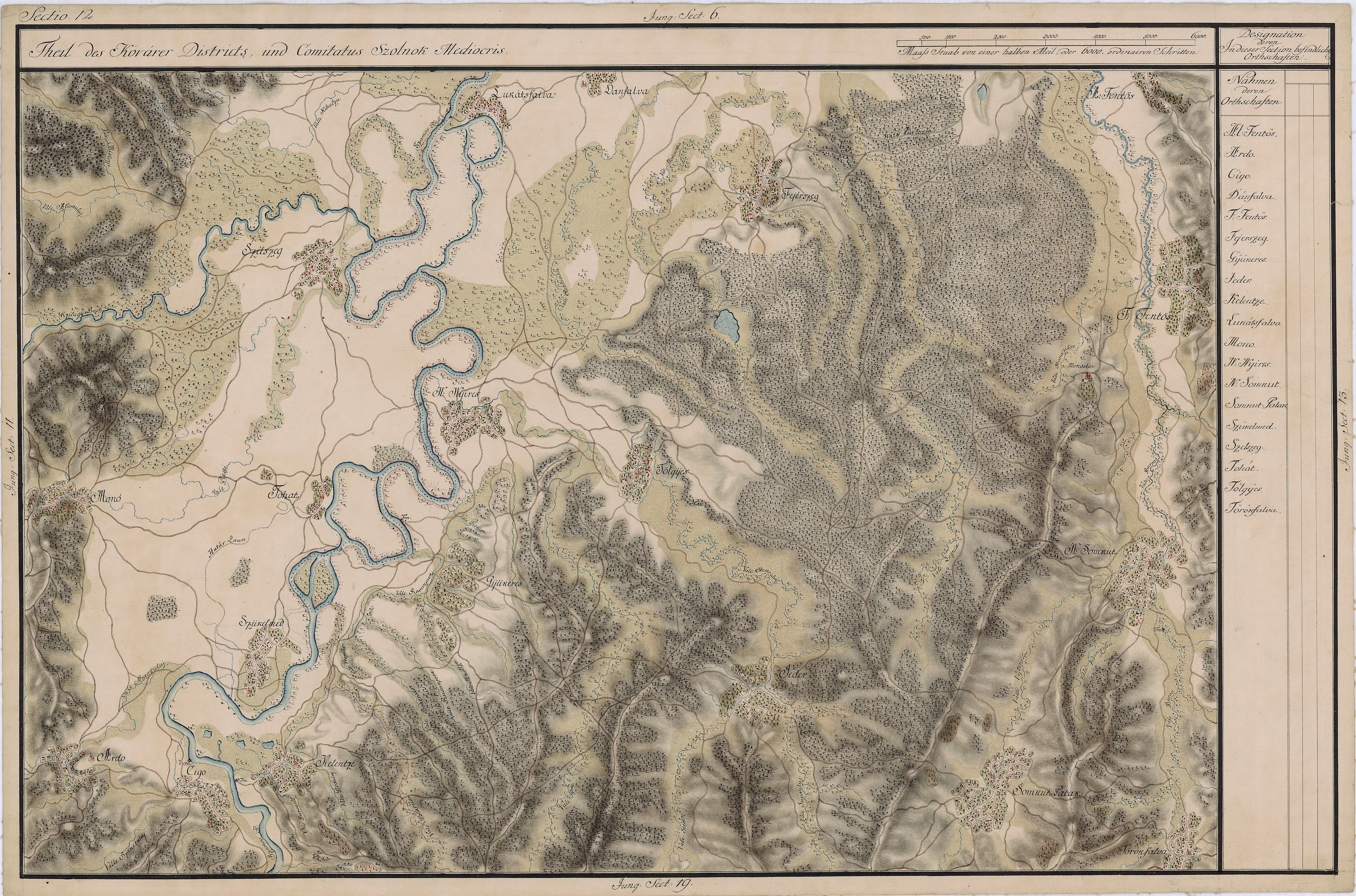
Remeţi în Harta Iosefină a Transilvaniei

## Istoric
Prima atestare documentară: 1566 (Remeczj). 

## Etimologie
Etimologia numelui localității: Din Remeți, pl. lui Remete (< magh. remete „călugăr”) + pe + Someș (cuvânt autohton, cf. Samus). 

## Demografie
La recensământul din 2011, populația era de 621 locuitori.  